# 頂古永和
頂古永和（ていこえいわ）は、中華人民共和国時代に中華国を樹立し自立を称した龔賢哲が建てた私年号。1991年。

## 西暦との対照表
| 頂古永和 | 元年   |
| 西暦     | 1991年 |
| 干支     | 辛未   |